# Master of None
Master of None é uma série de televisão de comédia dramática estadunidense criada por Aziz Ansari e Alan Yang e distribuída pela Netflix desde 6 de novembro de 2015. Ansari interpreta a personagem principal da obra, Dev Shah, um ator de trinta anos que perpassa por inúmeras experiências românticas, profissionais e culturais. A primeira temporada, de dez episódios, é ambientada em Nova Iorque; a segunda, com a mesma quantidade de episódios, foi lançada em 12 de maio de 2017 e alterna a cidade estadunidense e pontos conhecidos da Itália.
Recebida positivamente pela crítica televisiva, possui uma classificação de 100% no Rotten Tomatoes com uma classificação média de 9/10 e já coleciona diversos prêmios, como o Globo de Ouro e o Emmy do Primetime.

## Elenco
- Aziz Ansari - Dev Shah
- Noël Wells - Rachel Silva
- Eric Wareheim - Arnold Baumheiser
- Kelvin Yu - Brian Chang
- Lena Waithe - Denise
- Alessandra Mastronardi - Francesca